# Thaumatroop

Thaumatroop

Een thaumatroop (Oudgrieks: thauma = wonder, trope = draaiing) is aan twee zijden bedrukt vlak waaraan aan de zijkanten touwtjes bevestigd zijn. Door de touwtjes snel tussen de vingers te rollen, wordt afwisselend de voor- en achterkant van de thaumatroop zichtbaar. Indien dit snel genoeg gebeurt, lijkt het alsof beide afbeeldingen samensmelten. In het oud-Grieks betekent θαυμάζω (thaumadzo) bewonderen.
De thaumatroop werd in 1824 in Engeland uitgevonden door de natuurkundige John Ayrton Paris. De werking van de thaumatroop is gebaseerd op de persistentie van het menselijk oog.
Een veel gehanteerd thema op thaumatropen is dat van een lege kooi op de ene kant en een vogel op de andere kant. Door snel te draaien lijkt het of de vogel zich in de kooi bevindt.
Vooral in de negentiende eeuw waren thaumatropen geliefd speelgoed. De thaumatroop kan als vroege voorloper worden gezien van de film. De fenakistiscoop en zoötroop zijn voorbeelden van latere en complexere apparaten die met meer afbeeldingen werken. Anders dan bij de thaumatroop worden de beelden hier niet tot een geheel samengesmolten, maar suggereren ze beweging.